# قاره شينه
قاره شينه هي مدينة ومركز مقاطعة دهقان آباد في ولاية قشقداريا في أوزبكستان.